# Konstantinos Stefanópulos
Konstantinos Dimitriu Stefanópulos (Patras, 15 de agosto de 1926-Atenas, 20 de noviembre de 2016) fue un político griego, presidente de la República Helénica entre 1995 y 2005.
Fue elegido presidente el 8 de marzo de 1995. Su vida política se ha caracterizado por su precisión y eficiencia. Sus habilidades diplomáticas lo ayudó en convertirse en una figura política griega memorable. Su opinión siempre ha sido mesurada y representativa de la nación griega. El Parlamento lo reeligió el año 2000 por gran mayoría, sin embargo, por la Constitución no pudo extender su período por tercera vez. Dejó el cargo el 12 de marzo de 2005, siendo sucedido por Karolos Papoulias.

## Biografía
Stephanopoulos nació en Patras. Después de asistir a la escuela de San Andrés de Patras, estudió Derecho en la Universidad de Atenas. Ejerció como abogado desde 1954 hasta 1974 como miembro del Colegio de Abogados de Patras.
El primero representaba la elección en 1958, con la Unión Nacional Radical y fue elegido por primera vez como miembro del Parlamento de Acaya en 1964. Fue reelegido para el mismo grupo de la Nueva Democracia (ND) en 1974, 1977, 1981 y 1985. Se desempeñó como ND secretario parlamentario y portavoz parlamentario entre 1981 y 1985.
En 1974, Stephanopoulos fue nombrado viceministro de Comercio en el gobierno de la Unidad Nacional de Constantino Karamanlis. Durante los próximos siete años se desempeñó en varios cargos ministeriales en los gobiernos de Nueva Democracia: ministro del Interior desde noviembre de 1974 a septiembre de 1976, ministro de Servicios Sociales de septiembre de 1976 a noviembre de 1977, ministro de la Presidencia de 1977 a 1981.
En agosto de 1985 se retiró de la ND y el 6 de septiembre del mismo año formó la Renovación Democrática (DIANA). Fue elegido miembro del Parlamento de Atenas, en las elecciones de 1989 mientras continúa como presidente de DIΑΝΑ, hasta que se disolvió en junio de 1994.
En la elección presidencial de 1995, después de ser nominado por el partido conservador Primavera Político y apoyado por el gobernante Movimiento Socialista Panhelénico, fue elegido presidente de Grecia, el 8 de marzo de 1995. Se convirtió en el sexto presidente desde la restauración de un sistema de gobierno democrático en 1974 y la quinta persona en ocupar el cargo, de ganar las elecciones en una tercera votación con 181 votos. Él fue reelegido el 8 de febrero de 2000, en la primera votación después de recibir 269 votos de los 298 diputados presentes, y permaneció en el cargo hasta el 2 de marzo de 2005, cuando fue sucedido por Karolos Papoulias.
Como presidente, él era conocido por su perfil bajo, enfoque unificador para temas de actualidad e internacionales, y el comportamiento caballeroso. Durante su presidencia, fue consistentemente la figura pública más popular en Grecia.
Como jefe de Estado del país anfitrión, declaró oficialmente abierta la XXVIII Olimpiada en Atenas, el 13 de agosto de 2004. Durante los Juegos Olímpicos de 2004, recibió el ex Rey Constantino II de Grecia en el Palacio Presidencial de Atenas. Era el más alto reconocimiento político dado al exrey desde que fue depuesto en 1973. Falleció el 20 de noviembre de 2016 a los 90 años de edad por un fallo multiorgánico en un hospital de Atenas.